# 濱田金吾
濱田 金吾（はまだ きんご、1953年〈昭和28年〉1月17日 - ）は、東京都新宿区出身の歌手、作曲家。旧名は浜田 金吾。

## 略歴
1974年、フォーク・グループ、クラフトにベース・ボーカル・作曲担当として参加。クラフト解散後、ソロ・作曲家として活動を本格的に開始する。
一時期、同姓である浜田省吾がブレイクし始めた頃、所属事務所やレコード会社の方針により「ハマダといえば、キンゴで〜す」というコピーを付けられたことがある。
2022年に入り、TikTokなどのSNSを中心に「街のドルフィン」などの楽曲が注目を集める。

## ディスコグラフィ

### シングル
|                   | 発売日        | タイトル             | B面                | 規格        | 規格品番    |
| AIR RECORDS       | AIR RECORDS   | AIR RECORDS          | AIR RECORDS        | AIR RECORDS | AIR RECORDS |
| ----------------- | ------------- | -------------------- | ------------------ | ----------- | ----------- |
| 1st               | 1980年1月21日 | MAY SICK             | SUNRISE-SUNSET     | EP          | AIR-502     |
| 2nd               | 1980年6月21日 | HOTEL SURF-RIDER     | LONELY WIND        | EP          | AIR-505     |
| 3rd               | 1981年2月21日 | Portrait Woman       | Ondine             | EP          | RAS-503     |
| 4th               | 1981年11月5日 | N.Y.CITY MARATHON    | SENTIMENTAL MOMENT | EP          | RAS-507     |
| アルファ・ムーン  |               |                      |                    |             |             |
| 5th               | 1983年8月10日 | GATSBY WOMAN         | SO, I LOVE YOU     | EP          | MOON-708    |
| 東芝EMI/EASTWORLD |               |                      |                    |             |             |
| 6th               | 1985年8月22日 | 心のままにOnce Again | クールハート       | EP          | WTP-17736   |

#### プロモーション用シングル
| 発表年            | タイトル                   | B面                        | 規格        | 規格品番    | 収録アルバム      |
| AIR RECORDS       | AIR RECORDS                | AIR RECORDS                | AIR RECORDS | AIR RECORDS | AIR RECORDS       |
| ----------------- | -------------------------- | -------------------------- | ----------- | ----------- | ----------------- |
| 1981年            | 裏窓                       |                            | EP          | SJLD-3011   | Gentle Travelin'  |
| アルファ・ムーン  |                            |                            |             |             |                   |
| 1982年            | 横顔のタクシー・ドライバー | ほのかなイリュージョン     | EP          | MOSE-104    | midnight cruisin' |
| 東芝EMI/EASTWORLD |                            |                            |             |             |                   |
| 1985年            | クールハート               | 夜風のインフォメーション   | EP          | PRT-1143    | ハートカクテル    |
| 1985年            | FOOL IN THE CITY           | ビリーホリディに背を向けて | EP          | PRT-1156    | Fall In Love      |

### アルバム

#### ベスト・アルバム
|                            | 発売日        | タイトル                       | 規格        | 規格品番    |             |
| AIR RECORDS                | AIR RECORDS   | AIR RECORDS                    | AIR RECORDS | AIR RECORDS | AIR RECORDS |
| -------------------------- | ------------- | ------------------------------ | ----------- | ----------- | ----------- |
| 1st                        | 1986年3月5日  | from N.Y. to L.A.              | LP          | RAL-8836    |             |
| イーストウエスト・ジャパン |               |                                |             |             |             |
| 2nd                        | 2002年2月27日 | BEST COLLECTION 〜MOON YEARS〜 | CD          | AMCM-10003  |             |
| BMG JAPAN                  |               |                                |             |             |             |
| 3rd                        | 2006年7月26日 | GOLDEN☆BEST 浜田金吾           | CD          | BVCK-38115  |             |

### タイアップ
| 曲名             | タイアップ                              | 収録作品                 |
| ---------------- | --------------------------------------- | ------------------------ |
| FOOL IN THE CITY | 「毛皮のジョリエス」TV-CFイメージソング | アルバム『Fall In Love』 |

## 提供楽曲

### あ行
- 相本久美子
  - 「そばにいて下さい」
- 麻生詩織
  - 「セレナーデ」
- Angelique
  - 「電話するね」
  - 「F」
- ダニー石尾
  - 「オンナに熟して帰ってきな」
  - 「ノンストップ・フリーウェイ」
  - 「You can make it 勝利の炎」
  - 「ひび割れた夢」
  - 「今を生きるだけ」
  - 「Dear Song」
- 石川秀美
  - 「サスペンス」
- 石川ひとみ
  - 「懐かしきリフレイン」
- 石塚早織
  - 「はるかなる慟哭」
- 伊東ゆかり
  - 「幸せの行方」
- 井上純一
  - 「ジャマイカ〜青春茶館〜」
- 岩崎宏美
  - 「愛の生命」
  - 「摩天楼」
  - 「絵空事」
  - 「ときめき」
  - 「世界の果てへ連れてって」
  - 「聞こえて来るラプソディー」
  - 「Interval」
  - 「最初広いBEDに座った」
  - 「あなたのいらだちと私の理由」
  - 「唐突」
  - 「さよなら夏のリサ」
- 太田貴子
  - 「気分はミ・ス・ト・レ・ス」
- 太田裕美
  - 「青空の翳り」
  - 「とにかく淋しいのです」
  - 「雨のつぶやき」
  - 「君がいなければ」
  - 「Simple Little Words」
  - 「トライアルロード」
  - 「粉雪のエチュード」
  - 「小さなキャンバス」
  - 「City Lights」
  - 「ら・ぼえーむ」
  - 「スナック“シェルブール”」
  - 「青春のキャスティング」
  - 「Happy Birthday To Me」
  - 「掌の夏」
  - 「サマー・タイム・キラー」
  - 「乱反射」
  - 「河口にて」
  - 「熱風」
  - 「想い出の「赤毛のアン」」
- 男闘呼組
  - 「ちょっと待ってどこまでやるの」

### か行
- 影山ヒロノブ
  - 「Broken Heart」
- 笠松美樹
  - 「愛するあなたに贈る歌」
  - 「29時の戸惑い」
- 鹿取洋子
  - 「ハートエイク・トゥナイト」
- 金井克子
  - 「ガートルードの子守唄」
- 上條恒彦
  - 「心は闇にとざされて」
- 倉橋ルイ子
  - 「ガス燈」
  - 「さよならだけは名場面」
- クリスタルキング
  - 「愛情AGAIN」
- 桑田靖子
  - 「サイレント物語」
  - 「渚のシーズン」
  - 「夏の手紙」
- 小泉今日子
  - 「ユメ科ウツツ科」
- 郷ひろみ
  - 「Splender Dancer」
  - 「Oriental Screen」
- 香坂みゆき
  - 「街翳ロンリネス」
- 近藤真彦
  - 「ついてこいブギ」
  - 「火遊びセブンティーン」
  - 「四月物語」

### さ行
- 彩恵津子
  - 「Gentle Voice」
- 西郡よう子
  - 「エトランゼ」
  - 「二人」
- 西城秀樹
  - 「心で聞いたバラード」
  - 「リバーサイドで逢いましょう」
  - 「プラスティック・レディ」
  - 「涙のスローモーション」
  - 「ロンリー・ダンサー」
  - 「Club Manhattan」[3]
  - 「I Should Go Away」
  - 「Once Again」
  - 「流されて〜永遠の遠い夏〜」
  - 「すれ違い」
  - 「Whispering Night」
    - オリジナルは濱田のアルバム「Feel The Night」に収録。
    - 1989年に西城がアルバム「Golden Earrings」でカバー。
- 酒井法子
  - 「少しづつの恋」
  - 「風のアンダンテ」
- 佐々木望
  - 「永遠のカプセル」
  - 「思い出が逃げてゆく」
- 佐野量子
  - 「夏風のせいですか」
- 佐門慶一
  - 「クラッシュ・ザ・ナイト」
- 柴田多映子
  - 「素直になってもう一度」
- 志穂美悦子
  - 「エトワールの伝書鳩」
  - 「土曜の歌姫たち」
- ジュディ・オング
  - 「HOTEL DANIELLI」
- シルクロード
  - 「トップ・シークレット」
- 鈴木晶子
  - 「ETERNAL ROMANCE」
- 鈴木隆夫
  - 「スコーピオン」

### た行
- 高木淳也
  - 「行っちまえ!夏」
  - 「約束の時」
- 髙橋真梨子
  - 「小さなわたし」
  - 「裏窓」
  - 「燃えさし」
  - 「まぼろし」
  - 「NO MORE LOVE」
  - 「ワインのようなKiss」
  - 「とうりゃんせ」
  - 「MY CITY LIGHTS」
  - 「SAMBA MAGIC」
  - 「小さなメタモルフォーゼ」
  - 「涙もろいペギー」
  - 「Jazz Singer」
  - 「二人でスローダンス」
  - 「スフィア」
  - 「ときめいて空に」
- 高橋玲子
  - 「サンセット・ロード」
- 竹内まりや
  - 「LONELY WIND」
- 竹本孝之
  - 「傷だらけ ONE WAY」
- 田嶋里香
  - 「day after day」
- 谷村新司
  - 「オールド・タイム」
- 坪倉唯子
  - 「いとしさに勝てない」
- DiNity
  - 「君はひとりなんかじゃない」
- 徳丸純子
  - 「すっぱいメルヘン」
  - 「ルージュで書いたラブレター」
- 刀根麻理子
  - 「SEPTEMBER HEART」

### な行
- 中江有里
  - 「泣きたいほどしあわせ」
  - 「誕生日おめでとう」
- 中里あき子
  - 「夜想曲」
  - 「I KNOW THE TRUTH」
  - 「SEPTEMBER HEART」
  - 「Breezy Mind」
  - 「Don't Let Me Alone」
  - 「Misplay」
  - 「One More Smile」
  - 「Precious Time」
- 中瀬聡美
  - 「銀色Horizon」
  - 「オレンジ色の花」
- 中村繁之
  - 「明日に向かって撃て!」
  - 「俺とBLUE BIRD」
- 成清加奈子
  - 「風のソネット」
  - 「恋は赤マル急上昇」
- 西島三重子
  - 「星めぐり」
- 西山浩司
  - 「LOVER'S TRAVELIN'」
  - 「せつなさRUN AWAY」
- 忍者
  - 「愁列車」

### は行
- ハイ・ファイ・セット
  - 「バーボン・トリップ」
- 羽賀研二
  - 「シティ・アローン」
  - 「優しくスキャンダル」
- 橋本美加子
  - 「あこがれストーリー」
- BUZZ
  - 「そして…瞳、少年風」
- 早見優
  - 「ONE NIGHT IN NEW YORK」
- 原真祐美
  - 「愛を止めて」
- ばんばひろふみ
  - 「ダイアル」
- Be-B
  - 「Angel Anniversary」
- 光GENJI
  - 「サマースクール」
- 尾藤イサオ
  - 「彼女はムービング・オン」
  - 「シー・ユー・アゲイン雰囲気」
- ヒロコ・グレース
  - 「So What?」
- 布施明
  - 「LANA」
  - 「LALA」

### ま行
- MILK（Ritsuko）
  - 「Mother(for the EARTHIAN)」
- 増田恵子
  - 「作詞家」
  - 「夜明けのバスルーム」
- 松原みき
  - 「予言」
- 丸山みゆき
  - 「いつもと違うKISSで」
- 水口晴幸
  - 「あとはもう気分」
- 水沢瑤子
  - 「決心」
- 桃井かおり
  - 「やさしさ待ちぼうけ」
- 守谷香
  - 「パンドラの函」

### や行
- やしきたかじん
  - 「そんな女」
- 山本理沙
  - 「愛にひとりぼっち」

### ら行
- レイジー
  - 「好きさ、好きさ、好きさ」
  - 「Midnight Boxer」
  - 「悲しみをぶっとばせ」
  - 「ゴールデンゲート」